# Evening Falls...
Evening Falls... – piosenka i singel irlandzkiej wokalistki i kompozytorki Enyi, promujący jej drugi album studyjny Watermark, wydany nakładem Warner Music w 1988 r.

## Historia wydania
Piosenka została wybrana jako drugi singel i wydana w grudniu 1988 r., w okresie bożonarodzeniowym. Strona B singla zawierała niepublikowaną wcześniej kolędę „Oíche chiúin” („Cicha Noc”), zaśpiewaną a-cappella (utwór powracać będzie regularnie w kolejnych latach, jako b-side dodawany do późnojesiennych i grudniowych wydań artystki).
Singel nie powtórzył sukcesu poprzedniego utworu, „Orinoco Flow”, nie docierając, poza Irlandią, do pierwszej dziesiątki list sprzedaży w żadnym z krajów, w których był dostępny w obrocie komercyjnym.

## Tekst
Autorem tekstu utworu jest Roma Ryan, autorka wszystkich tekstów piosenek Enyi. Wg Ryan, tekst opowiada „historię błądzącej duszy, historię powracającego snu”.